# E–8 JSTARS
Az E–8 JSTARS (Joint Surveillance Target Attack Radar System) egyesített rádiólokációs felderítő és csapásrávezető rendszer, mely egy Boeing 707-300 típusú repülőgép átalakításával készül. A rendszert az amerikai légierő állította hadrendbe és használja.

## Fejlesztése
A Joint STARS program két, egymástól függetlennek indult légierős és hadseregi program ötvözete, amelyek célja a frontvonalak mögött elhelyezkedő ellenséges páncélos egységek észlelése, lokalizálása és megtámadásának levezénylése volt. 1982-ben a két programot összevonták, és a projekt vezetését a légierő vette át - a "Joint" kifejezés is erre a többfegyvernemi együttműködésre utal. Az E–8 koncepcióját és a szenzorai technológiáját a Tacit Blue kísérleti repülőgépen fejlesztették ki. 1985 szeptemberében a Northrop Grumman nyerte el a két E–8A fejlesztésének tenderét. Ezeket a gépeket 1991-ben bevetették az öbölháborúban, bár akkor még mindig fejlesztés alatt álló rendszerekről volt szó. A két JSTARS sikeresen és pontosan derítette fel az iraki haderők mozgásait, többek között a tankokét és a Scud-rakéta kilövőket. A két E–8A az öbölháborúban 49 harci bevetésen vett részt, összesen több mint 500 óra időtartamban.
1995-ben a NATO boszniai békefenntartó hadműveletek támogatására újra bevetették az E–8A, valamint a nullszériás E–8C gépeket is. A daytoni békeszerződés betartásának ellenőrzésére összesen 95 bevetésen vettek részt, több mint 1000 óra időtartamban.

## Tervezése
Az E–8 alapjául egy Boeing 707-300 sorozatú utasszállító szolgál, amely jelentős változtatásokon esett át. A kitűzött célok végrehajtásához radarral, valamint távközlési, operatív és bevetésirányító alrendszerekkel szerelték fel. Kívülről leginkább a 12 méter hosszú, kenu alakú radarkupola tűnik szembe, amelyben a 7,3 méter hosszú, oldalra néző, fázis-rendezésű APY-7 lokátor található.
A 19 gépből álló JSTARS flottánál a US Air Force új hajtóművek bevezetése mellett döntött. A Pratt & Whitney és a Seven Q Seven közös vállalata gyártja majd le és szállítja be a JT8D-219 hajtóműveket. A korszerű hajtóművek a korábbiaknál nagyobb hatásfokkal üzemelnek, ezért az üzemanyag-takarékosságnak köszönhetően egy bevetés hosszabb ideig tarthat. A Joint STARS gépeket várhatóan legalább 2025-ig üzemeltetik. További vizsgálatok céljából 2008. október 24-én a JT8D-219 hajtóműveket átszerelték az N707HE lajstromszámú Boeing 707-330C hajtómű-kísérleti gépről egy JSTARS gépre.

### Lokátora és egyéb rendszerei

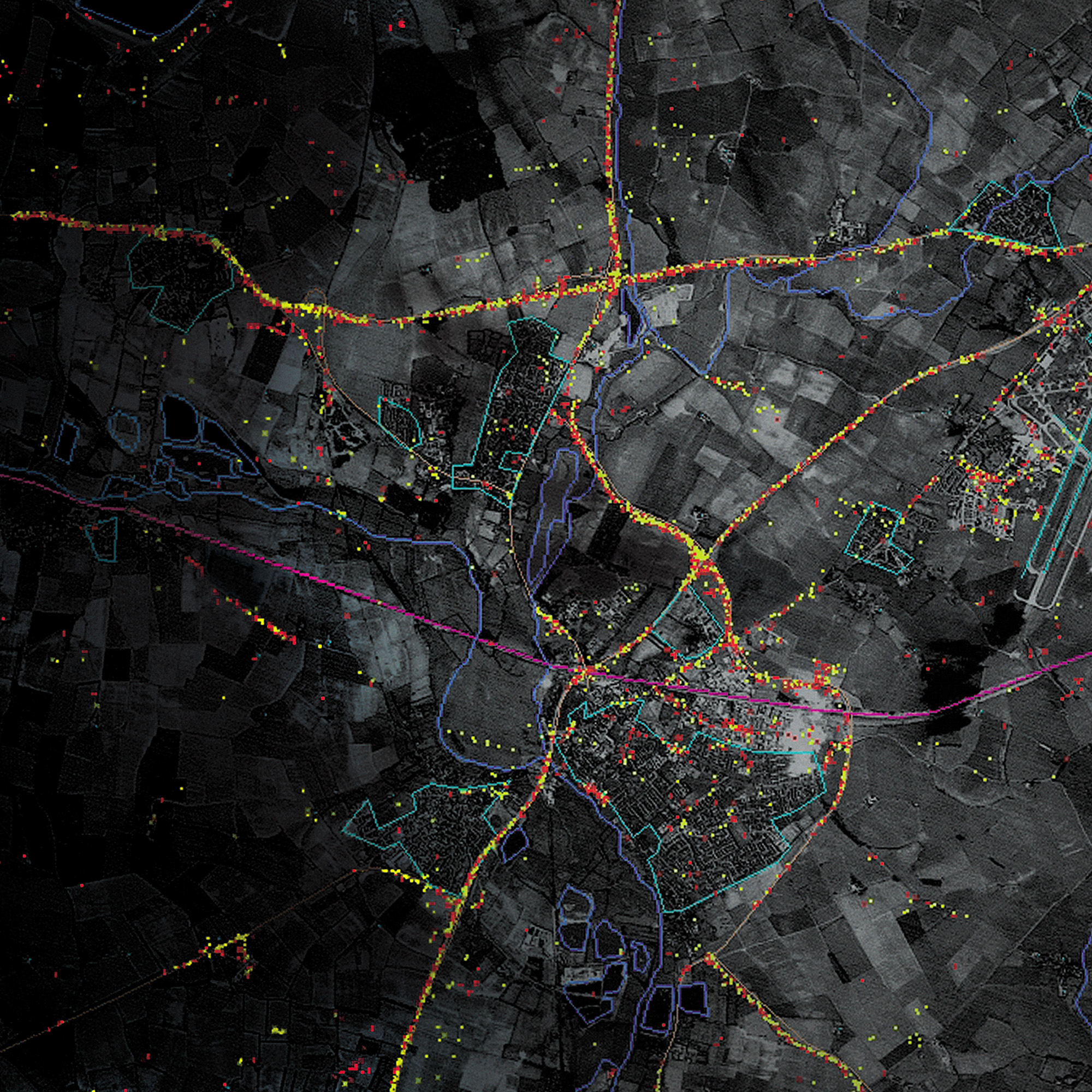
A Joint STARS mozgó cél üzemmód rétege egy légifotóra téve

Az AN/APY-7 radar számos üzemmódra képes: nagyterületű felügyelet, mozgó cél megjelenítése, álló cél megjelenítése, valamint szintetikus apertúra.
A radar a Doppler-effektus elve alapján lokalizálja a mozgó célokat, a visszavert jel frekvencia-eltolódását vizsgálja. Az antenna a repülőgép mindkét oldalán 120 fokos látószög befogására képes, ezzel 250 km távolságra összesen közel 50 000 km² lefedésére képes. A radar gyakorlatilag minden elég nagy méretű és mozgó tárgyat képes észlelni, például járműveket. Ebben az üzemmódban azonban álló tárgyakat nem észlel.
Szintetikus apertúra módban a radar álló tárgyakról készít képeket. Ebben az üzemmódban annál jobb radarképet lehet kapni egy tárgyról, minél több zárt szöge van, ahonnan a radarhullámok visszaverődnek, például egy teherautó platójáról. A nagyszámú földi jármű felderítésén túl ebben az üzemmódban korlátolt mértékben fel lehet deríteni helikoptereket, forgó antennákat és lassan repülő, merevszárnyú gépeket.
Az E–8C lokátora és számítógépes alrendszerei segítségével nagy mennyiségű és részletes információ nyerhető a harcmezőről. Az események közel valós időben jelennek meg, így nyomon követhető az ellenséges és a saját erők pozíciója és korábbi mozgása. Az információkat a hadsereg zavarásnak ellenálló felderítési és vezetésirányítási adatkapcsolatán (Surveillance and Control Data Link, SCDL), illetve műholdas kapcsolatokon át továbbítják. A gép fedélzetén 18 operátori munkaállomás található, amelyeken a számítógép által feldolgozott adatok grafikus és táblázatos módon is megtekinthetők. A bevetésirányítási, felderítési, hírszerzési, távközlési és karbantartási feladatokat technikusok és operátorok látják el.

### Bevetésirányítás
A levegő-föld bevetések támogatására az E–8C szinte valós idejű adatokat szolgáltat, segítségével a hírszerzési, a bevetés-támogatási és a célmegjelölési funkciók hatékonyabban képesek a légi támogatás, a haditengerészeti és a szárazföldi tüzérség, valamint a baráti erők helyzetfelismerését elősegíteni.
Az E–8C-t számos feladat támogatására lehet bevetni, a békefenntartó hadműveletekkel kezdve a teljes méretű háborúig. Bármennyire is érzékenyek azonban az E–8C harci rendszerei, az általuk gyűjtött információ kevés részletet tartalmaz. A Joint STARS például képes egy csatatéren két, egymástól több száz kilométerre található jármű detektálására, ám magukról a járművekről kevés további információt tud szolgáltatni. A kinyerhető információk a járművek darabszámára, elhelyezkedésére, sebességére, utazási irányára és a detektálás időpontjára korlátozódnak. A cél azonosítását, a jármű felszereltségét, a barát vagy ellenség eldöntését azonban a rendszer nem képes ellátni. A több haderőnemű felhasználás ebből a szempontból is fontos - a JSTARS által szolgáltatott adatokat más, egyéb rendszerek által gyűjtött információkkal együtt lehet döntéstámogatáshoz felhasználni.

## Bevetései
Az E–8C-t a világ bármelyik részén viszonylag gyorsan be lehet vetni. A rendszert kifejezetten felkészítették az elektronikus hadviselésre, a rendszerei jelentős mértékű zavarás esetén is működőképesek. A gép egy utántöltéssel 9 órát képes repülni, amelyet légi utántöltéssel még tovább lehet növelni.
Az amerikai légierő 93. légiirányítási ezredét (93rd Air Control Wing) 1996. január 29-én aktiválták, június 11-én megkapta az első Joint STARS gépét és októberben már be is vetették a boszniai Joint Endeavor-hadművelet támogatására, ahol a békeszerződés betartását ellenőrizte. A gépeket a későbbi koszovói háború során is bevetették.
2002. október 1-jén a 93. légiirányítási ezredet összeolvasztották a 116. bombázóezreddel (116th Bomb Wing), amely a légi nemzetőrség ezrede a georgiai Robins Air Force Base-en és B–1 Lancer-ekkel repül.

## Változatai
- E-8A - Az eredeti kiírás szerinti konfiguráció[2]
- TE-8A - Egyetlenegy darabban készült, operatív berendezések nélküli kiképzőgép pilótaképzés céljából.[2]
- E-8C - Szériagyártott Joint STARS konfiguráció.[2]

## Üzemeltetői
Amerikai Egyesült Államok
- Az Amerikai Egyesült Államok Légiereje
  - Légi Nemzeti Gárda (ANG)
- Az Amerikai Egyesült Államok hadereje